# Baby Einstein Company
Ne pas confondre la gamme Little Einstein avec la série animée Little Einstein
La Baby Einstein Company est une société américaine de produits pour les enfants. Le nom de la société rend hommage à Albert Einstein qui est considéré comme un grand amateur d'art et un grand génie tout en gardant une grande sensibilité et une grande curiosité.

## Historique
Elle fut fondée en 1996 par Julie Aigner-Clark, une mère américaine qui ne trouvait pas des objets appropriées pour sa jeune fille. Elle apprécie l'art, la musique classique, le langage et la poésie et voulait partager ses passions avec sa fille. En 1998 elle produit une vidéo sur l'apprentissage du langage pour les nourrissons.
Le 6 novembre 2001, la société fut achetée par la Walt Disney Company pour 25 millions d'USD. Disney développe la gamme de produits existants et crée une nouvelle gamme nommée Little Einstein pour les enfants de 3 à 5 ans. Des émissions pour les tranches d'âges couvertes par Baby Einstein et Little Einstein existent sur Disney Channel.
En 2006, à la suite de nombreuses plaintes, Disney retire le terme « éducatif » des produits Baby Einstein.
Le 24 octobre 2009, après avoir perdu aux États-Unis un procès en class-action, Disney propose de rembourser les clients mécontents ayant acheté des vidéos Baby Einstein, le procès était sur le caractère non-éducatif de la gamme.
Le 16 décembre 2018, Julie Clark accorde une interview au magazine Forbes dans laquelle elle déclare avoir investi 15 000 USD dans Baby Einstein, l'avoir vendu à Disney pour 25 millions d'USD au bout de 5 ans alors que le chiffre d'affaires annuel était de 23 millions puis que Disney a développé sa filiale qui rapporte désormais plus de 300 millions d'USD par an.

## Gammes
La société a développé de nombreuses gammes pour les enfants :
- autour de la série d'animation Les Petits Einstein

## Distribution

### Voix originales
- Julie Aigner-Clark : la narrateur

### Voix françaises (Dubbing Brothers)
- Valérie Siclay : la narratrice
- Téo Echelard : le garcon 1 (2003-2004)
- Théo Massot : le garcon 2 (2003-2004)
- Camille Timmerman : la fille (2003-2004)
- Gwenvin Sommier : le garcon 2 (Mes premiers chiffres)
- Gwenoline Sommier : la fille 2 (Mes premiers chiffres)
- Marie-Charlotte Leclaire : la fille (2004-2005)
- Brigitte Lecordier : le garcon (2004-2005)
- Caroline Combes : la fille (Baby MacDonald)

Version française réalisée par la société de doublage Dubbing Brothers, sous la direction artistique de Réjean Schauffelberger dans tout les videos et Magali Barney dans Baby Shakespeare, adaptation des dialogues de Isabelle Barnay dans tout les videos et Jean-Pierre Carasso dans Baby Shakespeare.

### Voix françaises (Dôme Productions)
- Fabienne Ducreux : la narratrice (2004)
- Emmanuelle Herr : chanson (Baby Newton)
- Sophie Riffont : la narratrice (Baby Monet)
- Laura Préjean la narrateur (Baby Wordsworth - Mes premiers signes)
- Clarisse Poitevin Barsotti la fille
- Maria Crespo (On the Go)
- Yann Renaudin la garcon 1
- Cécile Dubrulle : la garcon
- Clarisse Dupuis : la fille
- Delphine Lancosme

Version française réalisée par la société de doublage Dôme Productions, sous la direction artistique de Phillippe Carbonnier, adaptation des dialogues de Valentina Carbonnier.

### Voix françaises (Cinephase)
- Laurence Bréheret (Baby's First Moves)
- Céline Duhamel (Baby's First Moves)
- Claude Lombard (Baby's First Moves)
- Dolly Vanden (Baby's First Moves)
- Antonie Buchez (Baby's Favorite Places)
- Juliette Buchez (Baby's Favorite Places)
- Sophie Parel (Baby's Favorite Places)
- Nathalie Castera (Discovering Shapes)
- Sidonie Dozite (Discovering Shapes)
- Cecile Calvet (Lullaby Time)

Version française réalisée par la société de doublage Cinéphase, sous la direction artistique de Benoît DuPac dans Baby's First Moves et Sylvain Fage dans tout les videos, direction musical de Claude Lombard, adaptation des dialogues de Nathalie Xerri dans Baby's First Moves et Alexandra Levy dans Baby's Favorite Places et Rachel Campard dans Discovering Shapes et Lullaby Time.